# Festival de la Canción de Eurovisión 2002
El XLVII Festival de la Canción de Eurovisión se celebró en Tallin (Estonia) el 25 de mayo de 2002. Organizado por la radiodifusora pública Eesti Televisioon (ETV), tuvo lugar en el pabellón Saku Suurhall y fue presentado por Annely Peebo y Marko Matvere.
Esta fue la primera edición realizada en un estado que anteriormente había formado parte de la Unión Soviética. La organización supuso un reto logístico para Estonia, pues nunca habían albergado un evento internacional masivo, e incluso se especuló con una posible renuncia de la ETV por motivos económicos. Sin embargo, los estonios lo sacaron adelante con el apoyo de la televisión sueca (SVT) y un presupuesto más limitado que en las dos anteriores ediciones.
El evento contó con la participación de 24 países, representados a través de sus radiotelevisiones nacionales en la Unión Europea de Radiodifusión. La ganadora fue Marie N, que representaba a Letonia con el tema «I Wanna». Su innovadora puesta en escena, con hasta tres cambios de traje en la misma actuación, sirvió para que el país báltico se alzara con el triunfo dos años después de su debut. Aunque la participación de la televisión letona no estaba prevista en un primer momento, el país pudo inscribirse gracias a la renuncia de Portugal.
El triunfo letón, así como el segundo puesto de Malta, fueron una sorpresa para las casas de apuestas, que situaban en primer lugar a Suecia, Alemania y Reino Unido. Por otra parte, en España la popularidad del concurso aumentó de forma notable gracias a Operación Triunfo, un programa de telerrealidad del que saldría elegida Rosa López con «Europe's Living a Celebration»; la final obtuvo allí un 80 % de cuota de pantalla (12 millones de espectadores) y un 85,2 % durante las votaciones, convirtiéndose en la emisión más vista del país hasta la final de la Copa Mundial de Fútbol de 2010.

## Organización

### Sede del festival

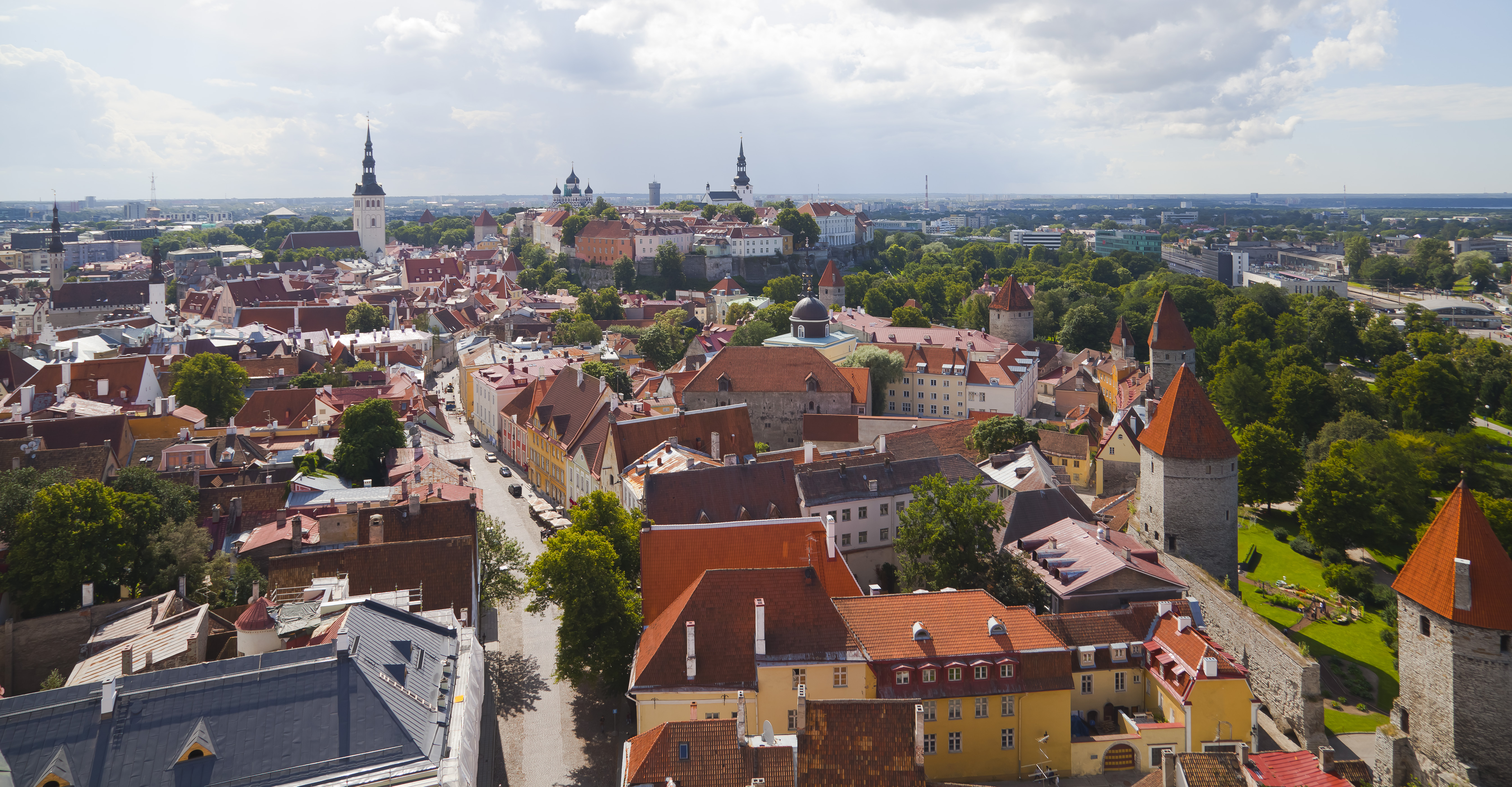
Vista panorámica de Tallin, sede del Festival de Eurovisión 2002.

Después de la victoria de Tanel Padar y Dave Benton en el Festival de la Canción de Eurovisión 2001 con la canción «Everybody», la televisión pública Eesti Televisioon (ETV) recibió la invitación para organizar la siguiente edición, convirtiéndose en el primer país de Europa Oriental con esa responsabilidad.
Si bien Estonia celebró el triunfo eurovisivo como un logro, en las semanas posteriores hubo debates sobre si debían organizar este evento, pues no tenían experiencia en acontecimientos internacionales. Con una población de 1,3 millones de habitantes, el país se había independizado de la Unión Soviética diez años antes, se había convertido en una economía de mercado y estaba preparándose para ingresar en la Unión Europea. Además, ETV era la televisión europea con menos presupuesto de la UER, por lo que pidió ayuda al gobierno para asumir la organización sin caer en la bancarrota. Ambas partes tardaron en llegar a un acuerdo, por lo que Malta se ofreció como sede alternativa ante un posible fracaso de las negociaciones.
Después de que la UER hiciese una visita protocolaria a Estonia, el 19 de junio de 2001 confirmó que la 47.ª edición sería en Tallin. Por un lado, el gobierno estonio afrontó parte de los gastos con la partida presupuestaria de turismo, pues consideraban que Eurovisión daría proyección internacional al país. El resto quedó cubierto con la venta de entradas y patrocinadores. Y por otro lado, las televisiones públicas de Suecia (SVT) y Finlandia (YLE) se comprometieron con ETV en la realización televisiva, llegando a prestarle buena parte del material.
La producción ejecutiva quedó a cargo del estonio Juhan Paadam, mientras que la dirección recayó en el sueco Marius Bratten, quien ya estuvo al frente de la edición del 2000. Aunque casi toda la plantilla estuvo compuesta por estonios, hubo empleados de la SVT al cargo de la escenografía y de la realización.

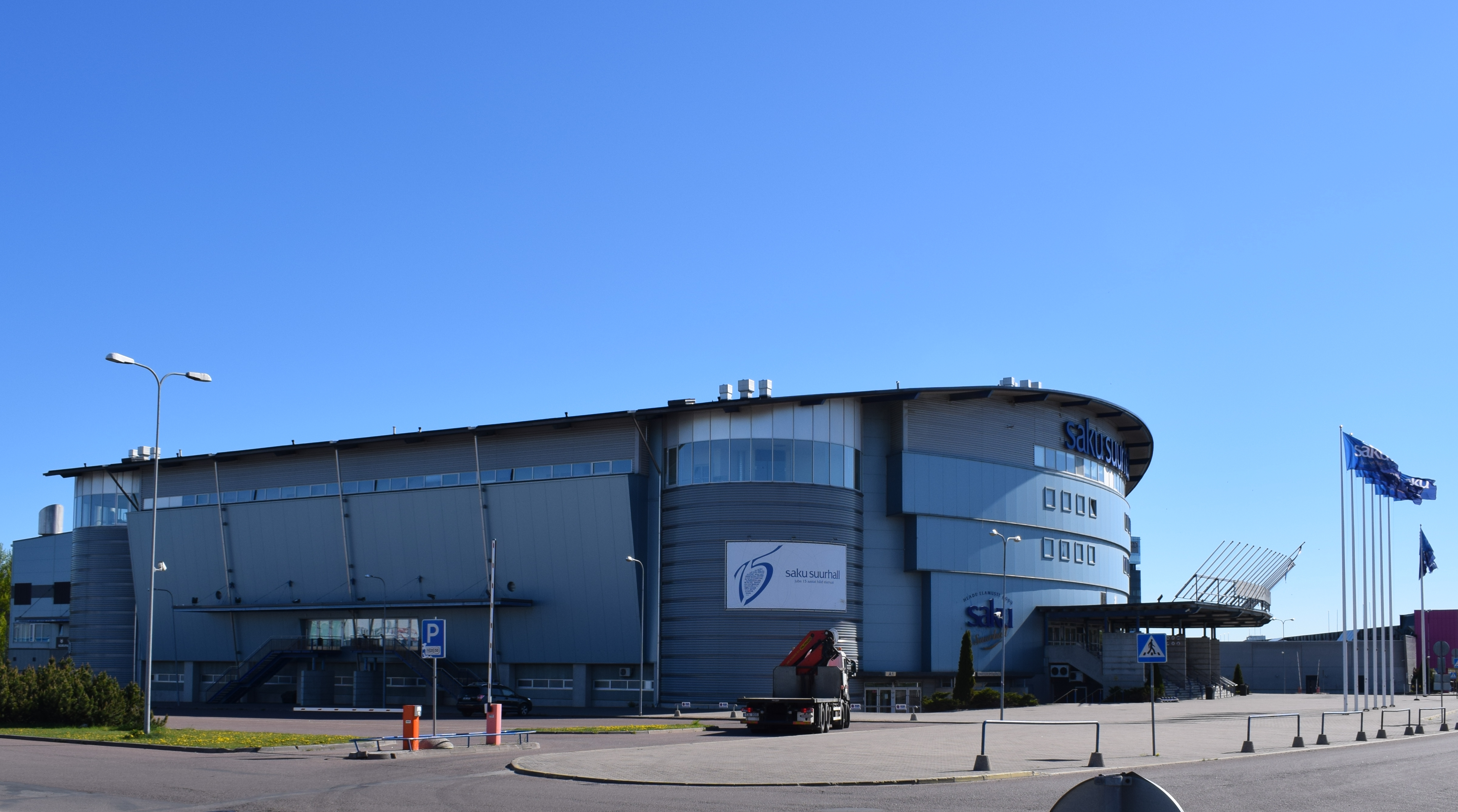
Exterior del Saku Suurhall.

La sede elegida fue el pabellón multiusos Saku Suurhall, inaugurado en noviembre de 2001. Teniendo en cuenta la superficie que ocuparía el escenario, el aforo previsto para el evento fue de 6400 espectadores. No obstante, solo salieron a la venta 2000 entradas porque el resto estaban reservadas a las delegaciones de cada país. En total el presupuesto ascendió a 7,8 millones de euros.
Esta fue la última edición de Christine Marchal-Ortiz como supervisora ejecutiva de la UER.

### Identidad visual
El Festival de Eurovisión de 2002 fue el primero en incorporar un eslogan, A Modern Fairytale (en español: «un moderno cuento de hadas»), sobre el que se desarrollaría la identidad visual del certamen. El responsable de crear este concepto fue el director René Vilbre, quien se había inspirado en la historia de Estonia como un «país joven» que había conseguido reinstaurar su independencia. El logotipo que acompañaba la temática estaba compuesto por 12 cantos rodados de colores que evocaban una letra «e».
El diseño del escenario corrió a cargo del escenógrafo estonio Iir Hermelin, en colaboración con el equipo de SVT que ya había trabajado en la edición del 2000. Al contar con un espacio reducido, apostó por un plató sin líneas rectas, plataformas a distinta altura y una pasarela que se adentraba en el público. Para dotar a cada actuación de personalidad propia, se instalaron siete velas móviles en el techo y una gran pantalla proyectora de fibra de vidrio en la parte trasera.
Cada actuación estuvo precedida por breves videos introductorios (conocidos como «postales»), en los que Vilbre reflejó clásicos de la literatura adaptados a la realidad de Estonia. La mayoría de esas postales eran en imagen real, pero otras fueron obras de animación; una de ellas, Puss in Boots (creada por Meelis Arulepp), estuvo nominada en el Festival Internacional de Cine de Animación de Annecy de 2003.

## Países participantes
La cifra de participantes aumentó a 24 países, uno más que el año anterior. Como la UER ya había renunciado al sistema de promedio, los dieciocho mejor clasificados en la edición de 2001 tenían plaza asegurada. Esto incluye a los cuatro mayores contribuyentes de la UER —Alemania, España, Francia y Reino Unido—, clasificados independientemente de su resultado.
Los países que regresaban eran Austria, Bélgica, Chipre, Finlandia, A.R.Y. Macedonia, Rumanía y Suiza, todos ellos ausentes el año anterior. Por el contrario, los eliminados esta vez eran Islandia, Irlanda, Noruega, Países Bajos, Polonia y Portugal. A pesar de que los portugueses se habían clasificado, RTP renunció a la plaza por motivos económicos y la vacante fue asumida por Letonia.
Era la primera vez que tanto irlandeses como noruegos se quedaban fuera por un mal resultado. Los primeros se ausentaron de la edición de 1983 debido una huelga, mientras que los segundos no habían acudido a la edición de 1970 en protesta por el empate cuádruple de 1969. Pero más allá de esos hechos puntuales, no se habían perdido ninguna edición desde su debut.

### Canciones y selección
| País y TV                    | Título original de la canción              | Artista                      | Proceso y fecha de selección      |
| País y TV                    | Traducción al español                      | Idiomas                      | Proceso y fecha de selección      |
| ---------------------------- | ------------------------------------------ | ---------------------------- | --------------------------------- |
| Alemania NDR                 | «I Can't Live Without Music»               | Corinna May                  | Countdown Grand Prix, 22-02-02    |
| Alemania NDR                 | No puedo vivir sin música                  | Inglés                       | Countdown Grand Prix, 22-02-02    |
| Austria ORF                  | «Say a Word»                               | Manuel Ortega                | Song.Null.Zwei, 01-03-02          |
| Austria ORF                  | Di una palabra                             | Inglés                       | Song.Null.Zwei, 01-03-02          |
| Bélgica VRT                  | «Sister»                                   | Sergio & The Ladies          | Eurosong '02, 17-02-02            |
| Bélgica VRT                  | Hermana                                    | Inglés                       | Eurosong '02, 17-02-02            |
| Bosnia y Herzegovina PBS BiH | «Na jastuku za dvoje»                      | Maja Tatić                   | BH Eurosong 2002, 23-02-02        |
| Bosnia y Herzegovina PBS BiH | En una almohada para dos                   | Bosnio e inglés              | BH Eurosong 2002, 23-02-02        |
| Chipre CyBC                  | «Gimme»                                    | One                          | Elección interna                  |
| Chipre CyBC                  | Dame                                       | Inglés                       | Elección interna                  |
| Croacia HRT                  | «Everything I Want»                        | Vesna Pisarović              | Dora 2002, 10-03-02               |
| Croacia HRT                  | Todo lo que quiero                         | Inglés                       | Dora 2002, 10-03-02               |
| Dinamarca DR                 | «Tell Me Who You Are»                      | Malene Mortensen             | Dansk Melodi Grand Prix, 09-02-02 |
| Dinamarca DR                 | Dime quién eres                            | Inglés                       | Dansk Melodi Grand Prix, 09-02-02 |
| Eslovenia RTVSLO             | «Samo ljubezen»                            | Sestre                       | EMA 2002, 16-02-02                |
| Eslovenia RTVSLO             | Sólo amor                                  | Esloveno                     | EMA 2002, 16-02-02                |
| España TVE                   | «Europe's Living a Celebration»            | Rosa                         | Operación Triunfo, 18-03-02       |
| España TVE                   | Europa vive una fiesta                     | Español e inglés             | Operación Triunfo, 18-03-02       |
| Estonia ETV                  | «Runaway»                                  | Sahlene                      | Eurolaul 2002, 26-01-02           |
| Estonia ETV                  | Huye                                       | Inglés                       | Eurolaul 2002, 26-01-02           |
| Francia France 3             | «Il faut du temps (je me battrai pour ça)» | Sandrine François            | Elección interna                  |
| Francia France 3             | Hace falta tiempo (lucharé por ello)       | Francés                      | Elección interna                  |
| Finlandia YLE                | «Addicted to You»                          | Laura Voutilainen            | Euroviisut 2002, 26-01-02         |
| Finlandia YLE                | Enganchada a ti                            | Inglés                       | Euroviisut 2002, 26-01-02         |
| Grecia ERT                   | «S.A.G.A.P.O.»                             | Michalis Rakintzis           | Final nacional, 26-02-02          |
| Grecia ERT                   | T.E. Q.U.I.E.R.O.                          | Inglés                       | Final nacional, 26-02-02          |
| Israel IBA                   | «Light a Candle»                           | Sarit Hadad                  | Elección interna                  |
| Israel IBA                   | Enciende una vela                          | Hebreo e inglés              | Elección interna                  |
| Letonia LTV                  | «I Wanna»                                  | Marie N                      | Eirodziesma 2002, 02-03-02        |
| Letonia LTV                  | Quiero                                     | Inglés                       | Eirodziesma 2002, 02-03-02        |
| Lituania LRT                 | «Happy You»                                | Aivaras                      | Final nacional, 14-02-02          |
| Lituania LRT                 | Feliz de ti                                | Inglés                       | Final nacional, 14-02-02          |
| Macedonia (ARY) MKRTV        | «Od nas zavisi»                            | Karolina Gočeva              | Final nacional, 16-02-02          |
| Macedonia (ARY) MKRTV        | Depende de nosotros                        | Macedonio                    | Final nacional, 16-02-02          |
| Malta PBS                    | «7th wonder»                               | Ira Losco                    | Malta Song For Europe, 16-02-02   |
| Malta PBS                    | Séptima maravilla                          | Inglés                       | Malta Song For Europe, 16-02-02   |
| Reino Unido BBC              | «Come back»                                | Jessica Garlick              | A Song For Europe, 03-03-02       |
| Reino Unido BBC              | Vuelve                                     | Inglés                       | A Song For Europe, 03-03-02       |
| Rumania TVR                  | «Tell Me Why»                              | Monica Anghel y Marcel Pavel | Final nacional, 03-03-02          |
| Rumania TVR                  | Dime por qué                               | Inglés                       | Final nacional, 03-03-02          |
| Rusia C1R                    | «Northern girl»                            | Prime Minister               | Elección interna                  |
| Rusia C1R                    | Chica del norte                            | Inglés                       | Elección interna                  |
| Suecia SVT                   | «Never Let It Go»                          | Afro-dite                    | Melodifestivalen 2002, 01-03-02   |
| Suecia SVT                   | Nunca le dejes ir                          | Inglés                       | Melodifestivalen 2002, 01-03-02   |
| Suiza SRG SSR                | «Dans le jardin de mon âme»                | Francine Jordi               | Final nacional, 02-02-02          |
| Suiza SRG SSR                | En el jardín de mi alma                    | Francés                      | Final nacional, 02-02-02          |
| Turquía TRT                  | «Leylaklar soldu kalbinde»                 | Buket Bengisu y Grup Safir   | Final nacional, 15-02-02          |
| Turquía TRT                  | Las lilas se marchitaron en tu corazón     | Turco e inglés               | Final nacional, 15-02-02          |

#### Artistas que regresan
- Constantinos Christoforou: regresó como miembro de One, seis años después de haber obtenido una novena posición por Chipre en Eurovisión 1996.

- Monica Anghel: elegida como representante de Rumanía en Eurovisión 1996, no pudo participar al haber sido eliminada en la fase previa.

#### Idiomas
De los 24 temas participantes, 16 fueron interpretados íntegramente en inglés y otros cuatro incorporaban al menos una frase en ese idioma. Turquía y España utilizaron el inglés por primera vez en sus respectivas canciones, si bien en las letras de ambos países predominaba el idioma nacional. Los únicos que cantaron íntegramente en su idioma oficial fueron Eslovenia, Francia, A.R.Y. Macedonia y Suiza.

## El festival

### Candidatas
El país favorito para la victoria era Suecia. Los escandinavos habían celebrado una renovada edición del Melodifestivalen, con semifinales y final, de la que salió vencedor el grupo Afro-dite con «Never Let It Go». Detrás de ella se encontraban el país anfitrión («Runaway», Anna Sahlene), Reino Unido («Come Back», Jessica Garlick) y Alemania («I can't live without music», Corinna May). Durante los ensayos, el tema de Malta tomó fuerza y se coló entre los candidatos.
Aunque no partía entre las favoritas, España fue uno de los países que atrajo más atención mediática. Televisión Española había organizado como preselección un concurso de telerrealidad, Operación Triunfo, en el que jóvenes artistas competían por un contrato discográfico. Los tres finalistas aspiraban además a representar al país en Festival de Eurovisión. La primera edición se convirtió en un fenómeno social, con un porcentaje de audiencia del 68 % en la gran final, y la granadina Rosa López se proclamó vencedora tanto del concurso como de la preselección con «Europe's Living a Celebration».
Por otro lado, Eslovenia envió el primer grupo de intérpretes drag queen en Eurovisión, Sestre con «Samo ljubezen».

### Final
La final de Eurovisión se celebró el 25 de mayo de 2002, a partir de las 22:00 horas (GMT+2), presentada por la mezzosoprano Annely Peebo y el actor Marko Matvere. El sorteo previo determinó un concurso abierto por Chipre y cerrado por Lituania, con una pausa para publicidad entre las canciones de Suecia y Finlandia.
Dave Benton y Tanel Padar, los ganadores del año anterior, dieron inicio al evento con su «Everybody». La gala estuvo aderezada con guiños a la cultura de Estonia tanto en las postales como en las actuaciones. Los presentadores interpretaron en la pausa el tema «A Little Story in the Music», basado en una versión del Muinaslugu Muusikas de Raimond Valgre, uno de los referentes de la música estona en el siglo XX. Por otro lado, el número del descanso corrió a cargo del coro infantil de ETV y un grupo de baile dirigido por Teet Kask, consistente en una fusión de folclore estonio con elementos contemporáneos.
La votación se convirtió en una batalla entre dos países que no partían entre los favoritos. Malta asumió el liderazgo en la primera parte con la joven Ira Losco y «7th wonder», una balada pop. Sin embargo, Letonia con Marie N y «I wanna» supo aguantar el ritmo, gracias a una sorprendente actuación que incluía varios cambios de vestido, hasta obtener el primer puesto en el ecuador.
Al llegar a la última votación de Lituania, Letonia estaba tres puntos por encima de Malta; 7th wonder recibió tres puntos que le servían para empatar, pero los lituanos no dejaron lugar a la sorpresa y otorgaron la máxima votación a su país vecino. En cualquier caso, Letonia habría ganado igualmente con el empate porque, sin contar el lituano, habían obtenido más doces que los malteses.
De este modo, Marie N logró la primera victoria de Letonia en el Festival de Eurovisión con 176 puntos, tan solo dos años después de su debut. Malta quedó en segunda posición con 164 puntos. Y en el tercer puesto hubo un empate entre Estonia y Reino Unido a 111 puntos, resuelto a favor de los anfitriones por haber obtenido más máximas puntuaciones.

#### Clasificación
- En negrita, países clasificados para 2003.

| N.º | País                 | Intérprete(s)                | Canción                                  | Lugar | Puntos |
| --- | -------------------- | ---------------------------- | ---------------------------------------- | ----- | ------ |
| 01  | Chipre               | One                          | Gimme                                    | 6     | 85     |
| 02  | Reino Unido          | Jessica Garlick              | Come back                                | 3     | 111    |
| 03  | Austria              | Manuel Ortega                | Say a word                               | 18    | 26     |
| 04  | Grecia               | Michalis Rakintzis           | S.A.G.A.P.O.                             | 17    | 27     |
| 05  | España               | Rosa                         | Europe's living a celebration            | 7     | 81     |
| 06  | Croacia              | Vesna Pisarović              | Everything I want                        | 11    | 44     |
| 07  | Rusia                | Prime Minister               | Northern girl                            | 10    | 55     |
| 08  | Estonia              | Sahlene                      | Runaway                                  | 3     | 111    |
| 09  | Macedonia (ARY)      | Karolina Gočeva              | Od nas zavisi                            | 19    | 25     |
| 10  | Israel               | Sarit Hadad                  | Light a candle (Nadlik beyachad ner)     | 12    | 37     |
| 11  | Suiza                | Francine Jordi               | Dans le jardin de mon âme                | 22    | 15     |
| 12  | Suecia               | Afro-dite                    | Never let it go                          | 8     | 72     |
| 13  | Finlandia            | Laura Voutilainen            | Addicted to you                          | 20    | 24     |
| 14  | Dinamarca            | Malene Mortensen             | Tell me who you are                      | 24    | 7      |
| 15  | Bosnia y Herzegovina | Maja Tatić                   | Na jastuku za dvoje                      | 15    | 33     |
| 16  | Bélgica              | Sergio & the Ladies          | Sister                                   | 13    | 33     |
| 17  | Francia              | Sandrine François            | Il faut du temps (Je me battrai pour ça) | 5     | 104    |
| 18  | Alemania             | Corinna May                  | I can't live without music               | 21    | 17     |
| 19  | Turquía              | Buket Bengisu y Grup Safir   | Leylaklar soldu kalbinde                 | 16    | 29     |
| 20  | Malta                | Ira Losco                    | 7th wonder                               | 2     | 164    |
| 21  | Rumania              | Monica Anghel y Marcel Pavel | Tell me why                              | 9     | 71     |
| 22  | Eslovenia            | Sestre                       | Samo ljubezen                            | 14    | 33     |
| 23  | Letonia              | Marie N                      | I wanna                                  | 1     | 176    |
| 24  | Lituania             | Aivaras                      | Happy you                                | 23    | 12     |

Fuente: Festival de Eurovisión 2002 (www.eurovision-spain.com) Archivado el 29 de mayo de 2014 en Wayback Machine.

## Votación
Exclusivamente a través del voto telefónico, cada país otorgaba puntos a sus diez canciones preferidas: 12 puntos para la canción con más apoyos, 10 para la segunda, y de 8 a 1 punto para el resto. En caso de problema técnico o fallo de infraestructura, los votos son otorgados por un jurado reserva de ocho miembros. En esta ocasión, la UER dejó al criterio de cada país dos opciones: televoto puro, o bien televoto y jurado al 50%; el jurado solo se podía utilizar como última opción.
Hubo ocho países que usaron el sistema mixto (Chipre, Croacia, Eslovenia, España, Grecia, Finlandia, Lituania y Malta) y cuatro que recurrieron al jurado (Bosnia y Herzegovina, Rumanía, Rusia y Turquía).

### Tabla de puntuaciones
|  | Voto de los espectadores |

|  | Voto de los espectadores y del jurado al 50% |

|  | Jurado |

|                      | Votantes          |                         |                    |                   |                   |                    |                  |                    |                                |                   |                  |                   |                      |                      |                                 |                    |                    |                     |                    |                  |                    |                      |                    |                     |    |
| Total                | Bandera de Chipre | Bandera del Reino Unido | Bandera de Austria | Bandera de Grecia | Bandera de España | Bandera de Croacia | Bandera de Rusia | Bandera de Estonia | Bandera de Macedonia del Norte | Bandera de Israel | Bandera de Suiza | Bandera de Suecia | Bandera de Finlandia | Bandera de Dinamarca | Bandera de Bosnia y Herzegovina | Bandera de Bélgica | Bandera de Francia | Bandera de Alemania | Bandera de Turquía | Bandera de Malta | Bandera de Rumania | Bandera de Eslovenia | Bandera de Letonia | Bandera de Lituania |    |
| Chipre               | 85                |                         | 3                  | 0                 | 12                | 6                  | 10               | 6                  | 4                              | 0                 | 0                | 0                 | 1                    | 4                    | 0                               | 0                  | 3                  | 0                   | 0                  | 0                | 12                 | 8                    | 4                  | 8                   | 4  |
| Reino Unido          | 111               | 0                       |                    | 12                | 7                 | 0                  | 0                | 0                  | 6                              | 4                 | 5                | 6                 | 2                    | 8                    | 6                               | 7                  | 6                  | 1                   | 8                  | 2                | 10                 | 0                    | 8                  | 5                   | 8  |
| Austria              | 26                | 1                       | 0                  |                   | 0                 | 0                  | 0                | 1                  | 0                              | 0                 | 0                | 7                 | 0                    | 0                    | 0                               | 0                  | 5                  | 0                   | 0                  | 12               | 0                  | 0                    | 0                  | 0                   | 0  |
| Grecia               | 27                | 12                      | 0                  | 0                 |                   | 0                  | 1                | 8                  | 0                              | 0                 | 0                | 0                 | 0                    | 0                    | 0                               | 0                  | 0                  | 0                   | 0                  | 0                | 0                  | 6                    | 0                  | 0                   | 0  |
| España               | 81                | 7                       | 2                  | 0                 | 4                 |                    | 6                | 0                  | 0                              | 0                 | 6                | 12                | 7                    | 0                    | 0                               | 6                  | 12                 | 12                  | 7                  | 0                | 0                  | 0                    | 0                  | 0                   | 0  |
| Croacia              | 44                | 6                       | 0                  | 6                 | 5                 | 0                  |                  | 0                  | 0                              | 5                 | 0                | 5                 | 0                    | 0                    | 0                               | 2                  | 0                  | 0                   | 3                  | 0                | 0                  | 0                    | 12                 | 0                   | 0  |
| Rusia                | 55                | 5                       | 0                  | 0                 | 2                 | 0                  | 0                |                    | 10                             | 0                 | 1                | 0                 | 0                    | 3                    | 0                               | 0                  | 0                  | 0                   | 0                  | 0                | 8                  | 10                   | 0                  | 10                  | 6  |
| Estonia              | 111               | 0                       | 7                  | 3                 | 0                 | 0                  | 5                | 3                  |                                | 6                 | 2                | 0                 | 12                   | 10                   | 8                               | 10                 | 4                  | 0                   | 4                  | 8                | 2                  | 2                    | 6                  | 12                  | 7  |
| Macedonia (ARY)      | 25                | 3                       | 0                  | 0                 | 0                 | 0                  | 4                | 0                  | 0                              |                   | 0                | 0                 | 0                    | 1                    | 0                               | 0                  | 0                  | 0                   | 0                  | 0                | 5                  | 12                   | 0                  | 0                   | 0  |
| Israel               | 37                | 0                       | 5                  | 0                 | 0                 | 0                  | 0                | 0                  | 0                              | 0                 |                  | 1                 | 0                    | 5                    | 1                               | 0                  | 2                  | 10                  | 5                  | 0                | 0                  | 5                    | 0                  | 3                   | 0  |
| Suiza                | 15                | 0                       | 0                  | 5                 | 0                 | 0                  | 0                | 0                  | 0                              | 0                 | 0                |                   | 0                    | 0                    | 0                               | 0                  | 0                  | 3                   | 2                  | 0                | 0                  | 3                    | 1                  | 1                   | 0  |
| Suecia               | 72                | 0                       | 1                  | 4                 | 1                 | 0                  | 0                | 0                  | 8                              | 0                 | 3                | 0                 |                      | 7                    | 10                              | 12                 | 1                  | 0                   | 0                  | 4                | 0                  | 0                    | 7                  | 4                   | 10 |
| Finlandia            | 24                | 2                       | 0                  | 0                 | 0                 | 0                  | 0                | 0                  | 5                              | 1                 | 0                | 0                 | 10                   |                      | 3                               | 3                  | 0                  | 0                   | 0                  | 0                | 0                  | 0                    | 0                  | 0                   | 0  |
| Dinamarca            | 7                 | 0                       | 0                  | 0                 | 0                 | 0                  | 0                | 0                  | 0                              | 0                 | 4                | 0                 | 0                    | 0                    |                                 | 0                  | 0                  | 0                   | 0                  | 1                | 1                  | 0                    | 0                  | 0                   | 1  |
| Bosnia y Herzegovina | 33                | 0                       | 0                  | 7                 | 0                 | 3                  | 7                | 0                  | 0                              | 3                 | 0                | 0                 | 6                    | 0                    | 2                               |                    | 0                  | 0                   | 0                  | 0                | 3                  | 0                    | 2                  | 0                   | 0  |
| Bélgica              | 33                | 0                       | 4                  | 0                 | 0                 | 1                  | 0                | 7                  | 0                              | 0                 | 0                | 0                 | 3                    | 0                    | 4                               | 0                  |                    | 2                   | 0                  | 10               | 0                  | 0                    | 0                  | 0                   | 2  |
| Francia              | 104               | 0                       | 10                 | 0                 | 3                 | 8                  | 0                | 0                  | 3                              | 0                 | 7                | 10                | 8                    | 12                   | 5                               | 8                  | 10                 |                     | 6                  | 0                | 0                  | 4                    | 3                  | 2                   | 5  |
| Alemania             | 17                | 0                       | 0                  | 1                 | 0                 | 2                  | 0                | 2                  | 1                              | 0                 | 0                | 3                 | 0                    | 0                    | 0                               | 0                  | 0                  | 0                   |                    | 3                | 4                  | 1                    | 0                  | 0                   | 0  |
| Turquía              | 29                | 0                       | 0                  | 0                 | 0                 | 4                  | 3                | 0                  | 0                              | 8                 | 0                | 0                 | 0                    | 0                    | 0                               | 0                  | 0                  | 7                   | 0                  |                  | 0                  | 7                    | 0                  | 0                   | 0  |
| Malta                | 164               | 10                      | 12                 | 8                 | 6                 | 10                 | 12               | 5                  | 7                              | 10                | 10               | 4                 | 4                    | 2                    | 12                              | 4                  | 7                  | 6                   | 10                 | 5                |                    | 0                    | 10                 | 7                   | 3  |
| Rumania              | 71                | 8                       | 0                  | 0                 | 8                 | 5                  | 0                | 12                 | 0                              | 12                | 8                | 0                 | 0                    | 0                    | 0                               | 0                  | 0                  | 4                   | 1                  | 7                | 6                  |                      | 0                  | 0                   | 0  |
| Eslovenia            | 33                | 0                       | 6                  | 2                 | 0                 | 7                  | 8                | 0                  | 0                              | 2                 | 0                | 2                 | 0                    | 0                    | 0                               | 1                  | 0                  | 5                   | 0                  | 0                | 0                  | 0                    |                    | 0                   | 0  |
| Letonia              | 176               | 4                       | 8                  | 10                | 10                | 12                 | 2                | 10                 | 12                             | 7                 | 12               | 8                 | 5                    | 6                    | 7                               | 5                  | 8                  | 8                   | 12                 | 6                | 7                  | 0                    | 5                  |                     | 12 |
| Lituania             | 12                | 0                       | 0                  | 0                 | 0                 | 0                  | 0                | 4                  | 2                              | 0                 | 0                | 0                 | 0                    | 0                    | 0                               | 0                  | 0                  | 0                   | 0                  | 0                | 0                  | 0                    | 0                  | 6                   |    |

### Portavoces
La lista de portavoces de los votos está ordenada según su aparición:
| - Chipre - Melani Steliou - Reino Unido - Colin Berry - Austria - Dodo Roščić - Grecia - Alexis Kostalas - España - Anne Igartiburu (Presentadora de «Corazón») - Croacia - Duško Čurlić - Rusia - Arina Sharapova - Estonia - Ilomai Küttim «Elektra» (actriz) | - A.R.Y. Macedonia - Biljana Debarlieva - Israel - Michal Zoharetz - Suiza - Diana Jörg - Suecia - Kristin Kaspersen - Finlandia - Marion Rung (representante en 1962 y 1973) - Dinamarca - Signe Svendsen (representante en 2001) - Bosnia y Herzegovina - Segmedina Srna - Bélgica - Geena Lisa Peeters | - Francia - Marie Myriam (ganadora de Eurovisión 1977) - Alemania - Axel Bulthaupt - Turquía - Meltem Ersan Yazgan - Malta - Yvette Portelli - Rumania - Leonard Miron - Eslovenia - Nuša Derenda (representante en 2001) - Letonia - Ēriks Niedra (Presentador de TV) - Lituania - Loreta Tarozaitė |

### Máximas puntuaciones
| N. | A                | De                                          |
| -- | ---------------- | ------------------------------------------- |
| 5  | Letonia          | España, Estonia, Israel, Alemania, Lituania |
| 3  | España           | Suiza, Bélgica, Francia                     |
| 3  | Malta            | Reino Unido, Croacia, Dinamarca             |
| 2  | Chipre           | Grecia, Malta                               |
| 2  | Estonia          | Suecia, Letonia                             |
| 2  | Rumania          | Rusia, A.R.Y. Macedonia                     |
| 1  | Austria          | Turquía                                     |
| 1  | Croacia          | Eslovenia                                   |
| 1  | Francia          | Finlandia                                   |
| 1  | Grecia           | Chipre                                      |
| 1  | A.R.Y. Macedonia | Rumanía                                     |
| 1  | Reino Unido      | Austria                                     |
| 1  | Suecia           | Bosnia y Herzegovina                        |

## Controversias

### Canciones eliminadas
Lituania tuvo que cambiar su canción a dos meses de la final porque la ganadora oficial había sido publicada antes del 1 de enero de 2002, lo que violaba el reglamento de la UER. En la preselección nacional organizada el 14 de febrero, el grupo B'Avarija se alzó con el triunfo gracias al tema europop «We all». Sin embargo, un mes después la UER advirtió a la radiotelevisión lituana (LRT) que el tema era ineligible porque no era inédito. De este modo fueron reemplazados por el segundo clasificado, Aivaras Stepukonis y la canción «Happy you».

### Resultado de España
Debido a que Operación Triunfo fue un éxito de audiencia, la sociedad española consideraba que Rosa López podía ganar el Festival de Eurovisión aun cuando no estaba entre las favoritas. Sin embargo, el séptimo puesto de Europe's Living a Celebration fue considerado una «decepción» por parte de la prensa, que culpó del resultado al voto telefónico —en buena parte por los comentarios que hizo José Luis Uribarri durante las votaciones— y cargó contra la calidad musical del evento. El año anterior, España había quedado en sexto lugar con David Civera.
Televisión Española mantuvo Operación Triunfo como su preselección nacional durante dos años más. Los representantes elegidos fueron Beth con «Dime» (2003, octavo lugar) y Ramón del Castillo con «Para llenarme de ti» (2004, décimo lugar).

## Premios Marcel Bezençon
La UER organizó por primera vez unos premios anuales a las mejores canciones del concurso, que serían otorgados por los profesionales en vez del televoto. Los creadores de esta iniciativa fueron Christer Björkman (representante de Suecia en 1992) y Richard Herrey  (miembro de Herreys, ganadores del festival de 1984). La primera edición constaba de tres categorías:
| Categoría                                          | País      | Canción          | Intérprete        | Resultado | Puntos |
| -------------------------------------------------- | --------- | ---------------- | ----------------- | --------- | ------ |
| Mejor Intérprete (votado por antiguos ganadores)   | Suecia    | Never Let It Go  | Afro-dite         | 8.º       | 72     |
| Premio de la afición (votado por miembros de OGAE) | Finlandia | Addicted to You  | Laura Voutilainen | 20.º      | 24     |
| Mejor representación (votado por la prensa)        | Francia   | Il faut du temps | Sandrine François | 5.º       | 104    |